# Marforio

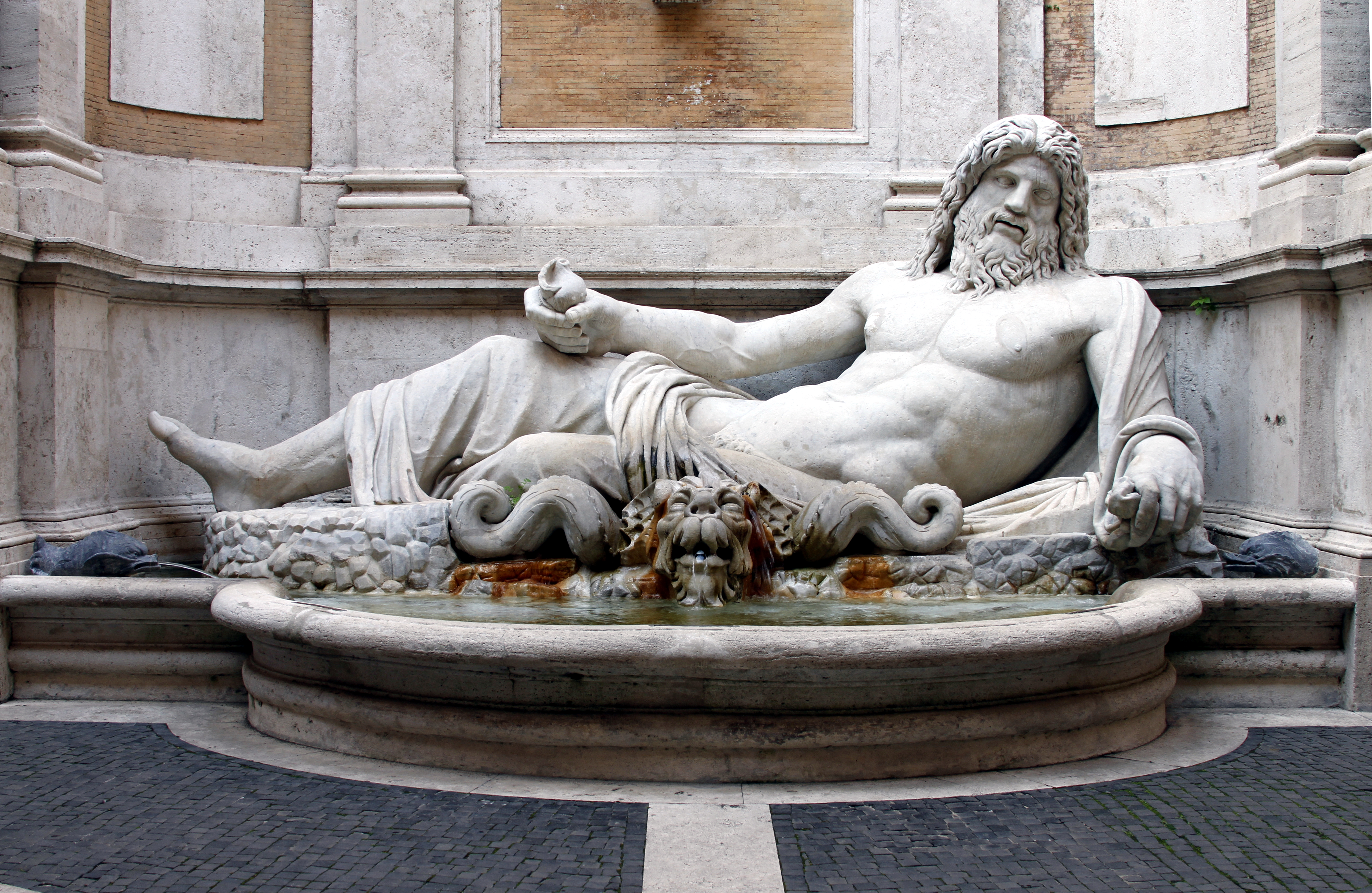
Marforio

Der Marforio ist eine der sechs sogenannten „sprechenden“ Statuen Roms. Es handelt sich um die antike Marmor-Statue eines liegenden, bärtigen Flussgottes, die sich heute im Hof des Palazzo Nuovo auf dem Kapitol befindet. 

## Geschichte
Wegen des Fehlens jeglicher Attribute wurde der Marforio in der Vergangenheit auch häufig als Darstellung Jupiters, Neptuns oder des Flusses Tiber interpretiert. Bereits in den Antiquarie prospettiche romane (1496–1498) des „Prospettivo Milanesi“ (vermutlich der Mailänder Maler Bramantino) wird die Statue als Flussgott bezeichnet. Dies nahm der Humanist und Antiquar Andrea Fulvio im Jahr 1527 auf: In der Widmung seines Buches an Papst Leo X. beschreibt er das Bildwerk als einen Flussgott, der auf einem Felsen lagert.
Der Bildhauer Roger Bescapè ergänzte die Interpretationen der Statue im Jahr 1594 zu der Figur eines Oceanus.
Der Ursprung seines Namens ist unsicher. Als er entdeckt wurde, besaß er noch ein Granitbassin mit der Inschrift mare in foro. Der Name könnte auch von der Gegend stammen, in der er gefunden wurde, dem Forum Martis. Auch eine Benennung nach der Familie Marioli (auch Marfuoli) ist möglich; die Familie besaß Eigentum am mamertinischen Kerker, vor dem der Marforio bis 1588 stand. Außerdem finden wir bei Andrea Fulvio eine Erklärung für den Namen Marforio: Seiner Meinung nach handelt es sich um eine Verballhornung des Wortes „Nar Fluvius“. Als größter Zufluss des Tibers trug der heutige Fluss Nera damals diesen Namen (Antiquitates Urbis, Rom 1527).
Der Marforio gehörte seit dem 12. Jahrhundert zu den Sehenswürdigkeiten Roms. Poggio Bracciolini beschrieb ihn als eine überlebende Statue der Antike. Im frühen 16. Jahrhundert stand er auf dem Forum in der Nähe des Septimius-Severus-Bogens, wo ihn auch die genannten Autoren noch erlebten. An diesem Standort wurde das Bildwerk von Marten van Heemskerck studiert und gezeichnet (Berliner Skizzenbuch II, Tafel 125, Berlin, Staatliche Museen zu Berlin – Preußischer Kulturbesitz, Kupferstichkabinett – Sammlung der Zeichnungen und Druckgraphik, Inventar-Nr. 79 D 2).
Papst Sixtus V. ließ die Statue 1588 auf die Piazza di San Marco und 1594 auf die Piazza del Campidoglio versetzen. Dort schmückte sie einen von Giacomo della Porta ausgeführten und von Michelangelo entworfenen Brunnen an der Wand der Kirche Santa Maria in Aracoeli mit Blick auf den Palazzo dei Conservatori.
Letztmals wurde der Marforio 1644 auf Anweisung von Papst Innozenz X. wiederum als Brunnenfigur in den Innenhof des Palazzo Nuovo auf dem Kapitol (zu den Kapitolinischen Museen gehörend) versetzt, wo er sich auch heute noch befindet.
Wie auch bei den anderen „sprechenden“ Statuen Roms wurden am Maforio im 15. und 16. Jahrhundert Pasquinaden, Schmäh- oder Spottschriften, veröffentlicht. Meist richteten sich die spöttischen, in Dialogform verfassten Verse, gegen unakzeptable Verhaltensweisen der Herrschenden: Die Statuen kommunizierten also gewissermaßen untereinander. In dieser „Funktion“ zeigt ihn ein Kupferstich von Antonio Lafrery von 1550 (in der Stichsammlung Speculum Romanae Magnificentiae): Hier ist der lagernden Statue ein Gedicht hinzugefügt, das Auskunft über die Legende des „Marforius“ gibt.

Kupferstich aus dem zweiten Band der Teutschen Academie, Nürnberg 1679